# Joaquín Pla Cargol
Joaquín Pla y Cargol (1883-1978) fue un historiador, librero, cronista y académico español, que estudió su provincia de Gerona natal.

## Biografía
Nació en 1883. Promotor junto con José Dalmau Carles de una librería y posterior editorial, Dalmau Carles Pla, fue autor, entre otros, de títulos como Gerona   arqueológica    y   monumental (1943), La  provincia  de  Gerona (1945), Tradiciones, santuarios   y  tipismo   de   las   comarcas   gerundenses (1945), Plazas   fuertes    y   castillos   en   tierras   gerundenses (1950)y La Guerra de la Independencia en Gerona y sus comarcas (1953). Falleció en 1978, hacia finales del mes de abril, y fue sepultado en el cementerio de Gerona. En abril de 1972 había recibido una medalla de plata al Mérito en el Trabajo de manos del ministro Licinio de la Fuente.
Pla Cargol, a quien en enero de 1957 se nombró cronista honorífico de Gerona, al mismo tiempo que Carlos de Bolós Vayreda, fue miembro correspondiente de instituciones como la Real Academia de la Historia, la Real Academia de Bellas Artes de San Fernando, la Real Academia de Buenas Letras de Barcelona y la Real Academia Catalana de Bellas Artes de San Jorge.